# Thần trong Do Thái giáo
Trong Do Thái giáo, Thiên Chúa được nhìn nhận theo nhiều cách. Do Thái giáo vốn cho rằng YHWH (Gia-vệ hay Nhã Uy) là Thiên Chúa của Abraham, Isaac và Jacob và thần hộ quốc của người Israel cổ, đã dẫn dắt người Israel cổ thoát khỏi kiếp nô lệ ở Ai Cập, và mặc khải cho họ Luật Môi-se ở núi thánh Sinai như được mô tả trong kinh Torah. Theo dòng duy lý của Do Thái giáo kết hợp bởi Maimonides, mà sau này chi phối tư tưởng Do Thái chính thống, Thiên Chúa được hiểu là đấng duy nhất, vô hình, và không gì có thể so sánh, là khởi phát của muôn sự. Những lý giải truyền thống của Do Thái giáo nhấn mạnh Thiên Chúa là cá thể nhưng cũng là đấng siêu việt, trong khi một số lý giải hiện đại của Do Thái giáo nhấn mạnh Thiên Chúa là một dạng năng lượng hay lý tưởng.
Những danh hiệu của Thiên Chúa thường được sử dụng trong Kinh Thánh Hebrew là YHWH (chữ Hebrew: יהוה) và Elohim. Các tên khác trong Do Thái giáo truyền thống là El Shaddai và Shekhinah.

## Tên gọi
Danh hiệu của Thiên Chúa được sử dụng thường xuyên nhất trong Kinh Thánh Hebrew là YHWH (tiếng Hebrew: יהוה). Người Do Thái vốn không phát âm danh hiệu này, và thay vào đó, nhắc tới Thiên Chúa bằng cụm HaShem, nghĩa đen là "Danh hiệu". Khi cầu nguyện, Adonai được dùng thay thế cho YHWH, có nghĩa "Thầy của con".

## Từ thần linh địa phương trong thời đại đồ sắt đến thuyết độc thần
Vị thần hộ quốc của các vương quốc thời đại đồ sắt Israel (Samaria) và Judah là Yahweh. Nguồn gốc chính xác của vị thần này hiện còn đang gây tranh cãi, các nguồn gốc được đưa ra đều ở khoảng đầu thời đại đồ sắt và thậm chí vào thời đồ đồng muộn. Tên gọi này có thể bắt nguồn từ tên tục của Thần El, vị đứng đầu các thần trong Canaan giáo, nhưng những sự đề cập sớm hơn nằm trong các văn bản Ai Cập xếp Thiên Chúa vào giữa những người du cư của vùng nam Ngoại Jordan.
Sau khi phát triển từ đạo thờ một thần, Do Thái giáo trở nên độc thần tuyệt đối. Chưa có một sự nhất trí về mặt học thuật liên quan đến nguồn gốc của thuyết độc thần ở vùng Israel cổ, nhưng Yahweh "rõ ràng đến từ thế giới của các thần thuộc khu vực Cận Đông Cổ đại."
Việc thờ phụng nhiều vị thần (thuyết đa thần) và ý niệm về Thiên Chúa đa ngôi (như trong thuyết Ba Ngôi) đều không được chấp nhận trong Do Thái giáo. Ý tưởng Thiên Chúa có hai ngôi hay ba ngôi là dị giáo trong đạo Do Thái – bị coi là gần với thuyết đa thần.
Thiên Chúa, nguồn gốc của vạn vật, là một. Một ở đây không phải một chuỗi, cũng không phải một loài, hay giống một vật được cấu thành bởi nhiều yếu tố, hay một vật đơn giản đơn nhất tuyệt nhiên không thể phân chia. Thiên Chúa là một hợp thể không giống bất kỳ hợp thể nào khác. (Maimonides, 13 nguyên tắc đức tin, Nguyên tắc thứ hai)

Bởi vì, theo quan niệm thần bí, mọi sự tồn tại khởi nguồn từ Thiên Chúa, Thiên Chúa tồn tại không phụ thuộc vào bất kỳ thứ gì, một vài nhà hiền triết Do Thái coi Thiên Chúa giao hòa với vũ trụ, đó được cho là sự hiển linh của Thiên Chúa. Dựa theo lối phán đoán thần học này, Do Thái giáo có thể được nhìn nhận là tương thích với thuyết bán phiếm thần, trong khi tự nó luôn luôn khẳng định thuyết độc thần đích thực.
Truyền thống Kabbalah cho rằng thần thánh bao gồm mười sefirot (thuộc tính hay khởi nguyên). Đây có thể là một tuyến của Do Thái giáo đi ngược lại cam kết độc thần triệt để, nhưng những người Kabbalah luôn nhất nhất nhấn mạnh rằng truyền thống của họ là hoàn toàn độc thần.
Bất kỳ niềm tin nào rằng có thể có một bên trung gian giữa con người và Thiên Chúa, dù ở mức độ cần thiết hay tùy nghi, đều vốn bị cho là dị giáo. Maimonides viết
Thiên Chúa là đấng duy nhất chúng ta phải phụng sự và nguyện cầu....Chúng ta không được làm như thế đối với bất kỳ thứ gì thấp hơn Thiên Chúa, dù đó có là thiên thần, một vì sao, hay một trong các nguyên tố.....Không có bất kỳ trung gian nào giữa chúng ta và Thiên Chúa. Tất cả lời khấn của chúng ta sẽ hướng trực tiếp đến Thiên Chúa; không một thứ nào khác nên được xem xét tới nữa.

Một số giáo chức rabbi không đồng tình với cái nhìn này. Đáng chú ý, Nachmanides có ý kiến rằng sẽ là chấp nhận được nếu nhờ thiên thần đại diện cho chúng ta khẩn cầu với Thiên Chúa. Luận điểm này được minh chứng trong một lời khấn Selichot có tên "Machnisay Rachamim", một yêu cầu tới thiên thần xin khấn giùm đến Thiên Chúa.

## Thiên Chúa tính
Thiên Chúa tính đề cập đến khía cạnh nền tảng của Thiên Chúa, thứ đằng sau những hành động hay đặc tính của Thiên Chúa (ví dụ, đó là bản chất của Thiên Chúa).

### Quan niệm duy lý
Trong triết học của Maimonides và các triết gia duy lý Do Thái khác, chúng ta không biết gì nhiều hơn việc nhận thức được sự tồn tại của Thiên Chúa tính, và thậm chí sự tồn tại này cũng chỉ được khẳng định một cách không chắc chắn.
Vậy làm thế nào một mối quan hệ có thể được thể hiện giữa Thiên Chúa và những thứ khác khi không hề có một ý niệm bao hàm được cả hai ở bất kỳ điểm nào, bởi chính sự tồn tại, trong ý kiến của chúng ta, xác nhận Thiên Chúa, cầu Thiên Chúa được tôn cao, và những thứ khác Thiên Chúa hoàn toàn bằng sự không chắc chắn tuyệt đối. Thực tế, không có mối quan hệ ở bất kỳ khía cạnh nào giữa Thiên Chúa và các tạo vật của Người.— Maimonides, Moreh Nevuchim (Pines 1963)

### Quan niệm thần bí
Trong tư tưởng Kabbalah, thuật ngữ "Thiên Chúa tính" thường được nhắc tới như Ein Sof  (אין סוף), là một khía cạnh của Thiên Chúa vượt trên cả sự khởi nguyên (sephirot). Sự "có thể biết" của Thiên Chúa tính trong tư tưởng Kabbalah không hoàn hảo hơn ý tưởng của các nhà duy lý. Như Jacobs (1973) đã nói, "Về Thiên Chúa như là Thiên Chúa tại chính Thiên Chúa—Ein Sof—chẳng có gì để bàn luận được cả, và không suy nghĩ nào có thể vươn tới đó".
Ein Sof là một nơi gắn liền với sự lãng quên. Tại sao? Bởi vì khi quan tâm tới toàn bộ sefirot, một người có thể kiếm tìm thực tại của chúng từ chiều sâu của trí tuệ cao cả. Từ đó có thể hiểu thứ này thông qua một thứ khác. Tuy nhiên, xét đến Ein Sof, chẳng có bất cứ manh mối nào ở bất cứ đâu để tìm hiểu hay thăm dò; chẳng thể biết điều gì về nó, bởi nó bị giấu đi và che đậy trong sự huyền bí của cái hư vô tuyệt đối.— David ben Judah Hehasid, Matt (1990)

## Các thuộc tính được quy cho Thiên Chúa
Trong những lý giải hiện đại về Do Thái giáo truyền thống, Thiên Chúa được cho là đấng sáng tạo vũ trụ vĩnh cửu, toàn năng và toàn tri, và là nguồn gốc của đạo đức. Thiên chúa có quyền năng để can thiệp vào thế giới. Maimonides mô tả Thiên Chúa: "Cội rễ của mọi nền tảng và cột trụ của trí tuệ là hiểu biết được rằng có một Đấng Sơ khởi tạo ra mọi sự tồn tại. Tất cả sinh linh của thiên đàng, mặt đất, và những gì giữa chúng tồn tại chỉ từ sự hiện diện của Ngài." 
Người Do Thái thường mô tả Thiên Chúa toàn tri, dù một số triết gia Do Thái trung cổ nổi bật cho rằng Thiên Chúa không thể biết trước hoàn toàn hành động của con người. Gersonides tranh luận rằng Thiên Chúa biết được những lựa chọn mở ra với mỗi cá nhân, nhưng Thiên Chúa không biết mỗi cá nhân sẽ chọn gì. Abraham ibn Daud tin rằng Thiên Chúa không toàn tri hay toàn năng liên quan đến hành động của con người.
Người Do Thái thường mô tả Thiên Chúa toàn năng, và thấy rằng điều đó thấm đẫm trong Kinh Thánh. Tuy nhiên, một số nhà thần học Do Thái hiện đại tranh luận rằng Thiên Chúa không toàn năng, và đã tìm thấy nhiều nguồn trong Kinh Thánh và cổ điển để củng cố quan điểm này.
Dù Thiên Chúa được đề cập trong kinh Tanakh với hình tượng nam giới và các dạng ngữ pháp giống đực, triết học Do Thái truyền thống không gán giới tính cho Thiên Chúa. Dù văn học aggadah Do Thái và thuyết thần bí Do Thái có lúc nhắc tới Thiên Chúa với ngôn ngữ chia giới, vì lý do vần điệu hay lý do khác, thứ ngôn ngữ này chưa bao giờ được hiểu bởi người Do Thái là ám chỉ Thiên Chúa có giới tính cụ thể.
Một số nhà tư tưởng Do Thái hiện đại chú ý xếp Thiên Chúa ra ngoài giới tính nhị nguyên, một khái niệm được nhìn nhận là không thể áp dụng cho Thiên Chúa.
Truyền thống Kabbalah cho rằng khởi nguyên từ thần thánh bao gồm mười dạng, được gọi là sefirot.

## Các ý niệm về Thiên Chúa

### Cá thể

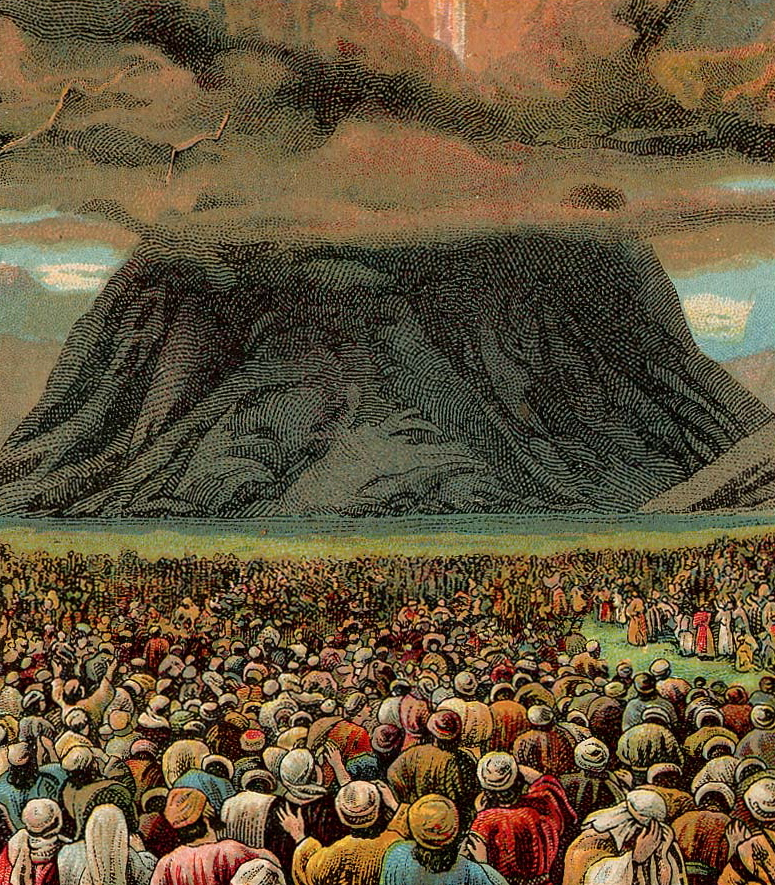
Minh họa Mặc khải ở Núi Horeb trong bộ thẻ Thánh Kinh xuất bản bởi Providence Lithograph Company, 1907

Đa phần Do Thái giáo cổ điển xem Thiên Chúa như là một thần cá thể, có nghĩa con người có thể thiết lập mối quan hệ với Thiên Chúa và ngược lại. Rabbi Samuel S. Cohon viết rằng "Thiên Chúa được xưng tụng bởi Do Thái giáo không chỉ là Nguyên nhân Tiên khởi, Quyền năng Tạo hóa, và Thế giới Nguyên, mà còn là Đức cha hiện hữu và đáng kính của con người. Ngài không chỉ mang tính vũ trụ mà còn mang tính cá thể....Thuyết độc thần Do Thái nghĩ về Thiên Chúa trong phạm vi nhân cách hay thực thể hữu hạn, trong khi thuyết phiếm thần nhất quán với quan điểm Thiên Chúa phi cá nhân." Điều này được thể hiện trong kinh cầu nguyện Do Thái giáo, như trong thánh ca Adon Olam, gồm một "sự xác nhận đầy tự tin" rằng "Người là Thiên Chúa của con, Thiên Chúa hiện hữu của con...Người lắng nghe và hồi đáp." Edward Kessler viết rằng Kinh thánh Hebrew "khắc họa một cuộc diện kiến với Thiên Chúa, Người quan tâm mạnh mẽ và Người liên hệ với nhân loại trong những khoảnh khắc tồn tại yên tĩnh của nó." Rabbi trưởng Vương quốc Anh Jonathan Sacks gợi ý rằng Thiên Chúa "không xa vời trong thời gian hay đứng riêng rẽ, mà tham gia mạnh mẽ và hiện hữu".
"Tính 'cá thể' như được áp dụng cho Thiên Chúa" không nhất thiết có nghĩa rằng Thiên Chúa là hữu hình hay được nhân hóa, những quan điểm mà các nhà hiền triết Do Thái đôi khi bác bỏ; thay vào đó, "nhân cách" không liên hệ đến cơ thể vật chất, mà đến "bản chất bên trong, tâm linh, lý trí, và đạo đức". Tuy nhiên, các văn bản Do Thái truyền thống khác, ví dụ, Shi'ur Qomah trong Văn học Heichalot, mô tả kích thước chi và các phần cơ thể của Thiên Chúa.
Người Do Thái tin rằng "Thiên Chúa có thể được trải nghiệm" nhưng "Thiên Chúa lại không thể được hiểu rõ," bởi "Thiên Chúa vô cùng khác con người" (như được chỉ ra trong lời đáp lại Moses của Thiên Chúa khi Moses hỏi danh xưng của Ngài: "Ta là Đấng Tự hữu Hằng hữu"). Các câu từ nhân hóa Thiên Chúa "được hiểu là cách nói hình tượng, nếu không sẽ không thể diễn đạt về Thiên Chúa".
Theo một số suy đoán trong Do Thái giáo truyền thống, hành động của con người không có khả năng ảnh hưởng, dù tích cực hay tiêu cực, đến Thiên Chúa. Sách Job trong Kinh Thánh Hebrew giảng: "Hãy quan sát những thiên đàng mà xem, và nhìn những bầu trời cao hơn ông trên kia. Nếu như ông phạm tội, ông làm gì được Người, và nếu như ông gia tăng tội ác, có hại được Người không? Nếu ông công chính, ông đem lại gì cho Người? Hoặc Người sẽ lấy được gì từ tay ông? Tội ác của ông chỉ hại đến loài người, lòng đạo của ông chỉ lợi cho phàm nhân." Tuy nhiên, một tập hợp các văn bản Kabbalah truyền thống mô tả các phép thần thông kiểm soát thượng giới, và các văn bản Kabbalah Thực hành (Tiếng Hebrew: קבלה מעשית‬) hướng dẫn sử dụng phép thuật trắng.
Một quan niệm rằng Thiên Chúa cần con người đã được đề xuất bởi Abraham Joshua Heschel. Do Thiên Chúa kiếm tìm con người, Thiên Chúa có thể được tiếp cận và tồn tại qua thời gian và không gian đối với những ai truy cầu Ngài, từ đó cũng hình thành sức mạnh tâm linh của cá nhân. Khả năng tiếp cận này dẫn đến một Thiên Chúa hiện hữu, kết nối, gần gũi, thân mật, trăn trở và đau đớn với những gì xảy ra trong thế giới này.

### Phi cá thể
Dù dòng quan điểm chủ đạo trong Do Thái giáo xác định Thiên Chúa mang tính cá thể, các nhà tư tưởng Do Thái hiện đại cho rằng có một "luồng truyền thống 
khác đại diện bởi... Maimonides", người cùng với một vài triết gia Do Thái đã bác bỏ ý tưởng về một Thiên Chúa cá thể.